# Verbascum pseudosinuatum
Verbascum pseudosinuatum är en flenörtsväxtart som beskrevs av Heinrich Carl Haussknecht. Verbascum pseudosinuatum ingår i släktet kungsljus, och familjen flenörtsväxter. Inga underarter finns listade i Catalogue of Life.